# 隆斯達爾-維斯登國家公園
隆斯達爾-維斯登國家公園（挪威語：Lomsdal–Visten  nasjonalpark）是挪威的一個國家公園，成立於2009年6月26日。隆斯達爾-維斯登國家公園面積1,102平方（425平方英里）。隆斯達爾-維斯登國家公園以豐富的植物相和眾多河流而聞名。